# Leica Summicron-M 1:2/35mm ASPH.

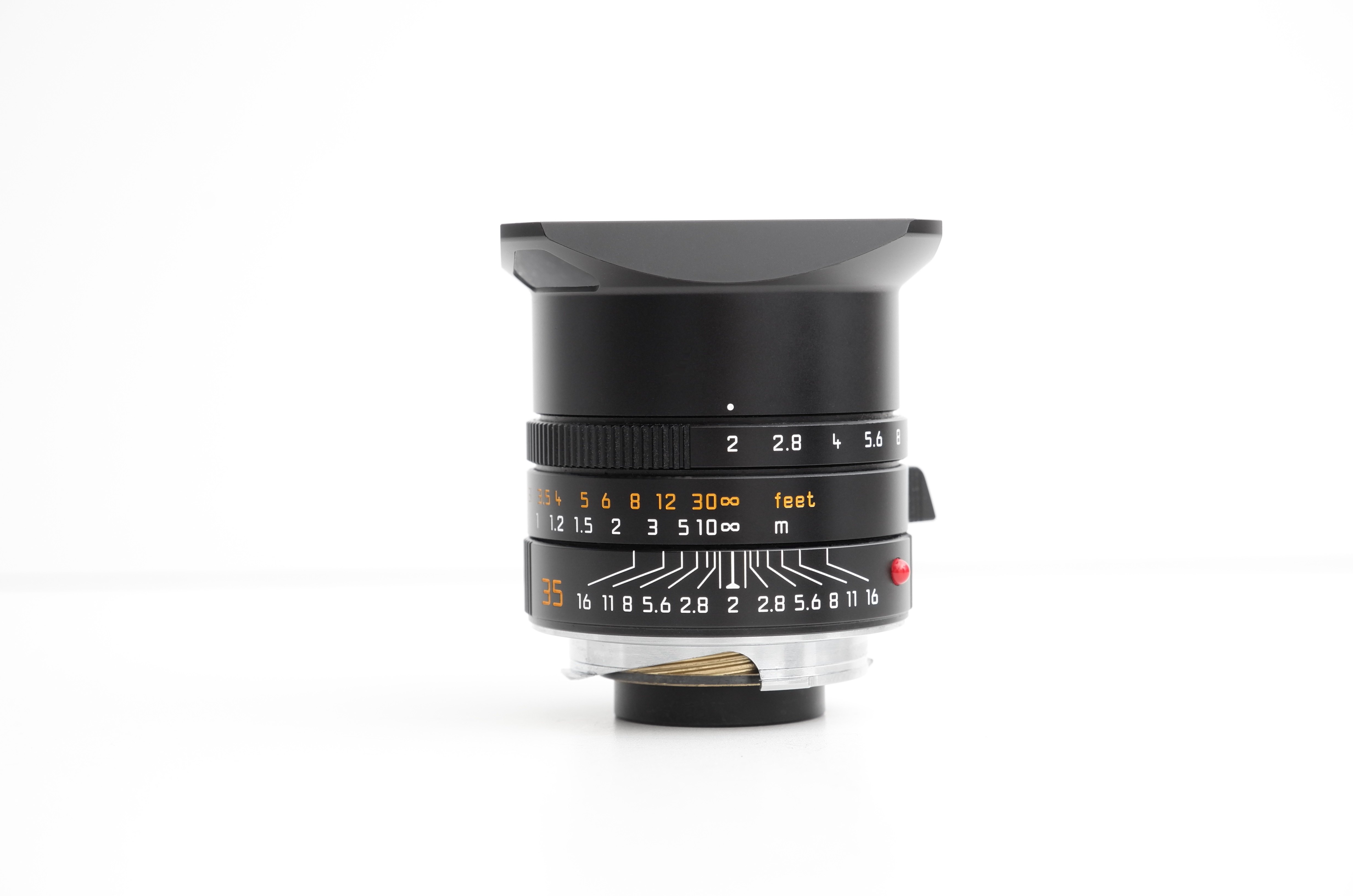
LEICA SUMMICRON-M 1:2/35 mm ASPH.

Il Leica Summicron-M 1:2 / 35mm ASPH. è un obiettivo per fotocamere con attacco Leica M. Copre il formato 135, ovvero 24x36mm.
Summicron è un nome interno utilizzato da Leica Camera per indicare gli obiettivi con luminosità massima pari ad f/2. Il termine "ASPH." indica l'uso di una speciale lente asferica.
Lo schema ottico è composto da sette lenti in cinque gruppi di cui una asferica. La messa a fuoco varia da infinito ad un minimo di 70 cm.